# Kathy Kreinerová
Katharine Kreinerová-Phillipsová (* 4. května 1957, Timmins) je bývalá kanadská alpská lyžařka. Na olympijských hrách v Innsbrucku roku 1976 vyhrála závod v obřím slalomu, a to v pouhých osmnácti letech (tehdy rekord), což jí vysloužilo pověst „zázračného dítěte“ světového alpského lyžování, byť očekávání takto vybuzená později tolik nenaplnila. Na mistrovství světa si připsala dvě čtvrtá místa v kombinaci (1978, 1980). Ve světovém poháru vyhrála jeden závod (v šestnácti letech), sedmkrát stála na stupních vítězů. V roce 1976, v osmnácti letech, byla uvedena do americké Národní lyžařské síně slávy. Kanadu na olympijských hrách reprezentovala již v roce 1972, ve čtrnácti letech.
Její otec byl lékařem kanadské alpské lyžařské reprezentace. Její sestra Laurie se stala rovněž alpskou lyžařkou a kanadskou olympioničkou. Závodní kariéru ukončila roku 1981, v pouhých 24 letech. Jejím manželem se později stal akrobatický lyžař Dave Phillips. Vystudovala tělesnou výchovu na University of Utah (bakalářský stupeň) a sportovní psychologii na University of Ottawa (magisterský stupeň). Nyní pracuje jako mentální kouč pro mladé sportovce. Se sportovním psychologem Terrym Orlickem napsala knihu Winning After Winning. The Psychology of Ongoing Excellence (Jedno vítězství za druhým. Psychologie trvalé výkonnosti).